# فنازولام
فنازولام (انگلیسی: Phenazolam) یک مشتق بنزودیازپین است که به عنوان یک داروی آرام بخش و خواب‌آور قوی عمل می‌کند. این ماده نخستین بار در اوایل دهه ۱۹۸۰ میلادی ساخته شد، اما هرگز برای استفاده پزشکی مصرف نشد. این دارو به صورت آنلاین به عنوان یک داروی طراح فروخته شده است.